# Aliman
Aliman ist eine Gemeinde im Kreis Constanța in Rumänien
Aliman besteht aus den Dörfern Dunăreni, Floriile und  Vlahii. Die Gemeinde liegt 97 km von Constanța an der Kreisstraße (Drum județean) DJ223 und 30 Kilometer südwestlich von der Kleinstadt Cernavodă entfernt.
Das Dorf Adâncata (ehemals Polucci) auf dem Gebiet der Kommune Aliman wurde 1977 aufgelöst.

## Name
Laut Bogdan Petriceicu Hasdeu leitet sich der Name Aliman vom türkischen Wort Alman („Deutscher“) ab.

## Persönlichkeiten
- Dan Spătaru (1939–2004), rumänischer Sänger